# Nagóra
Nagóra (niem. Oberberg) – część wsi Jugów w Polsce, położona w województwie dolnośląskim, w powiecie kłodzkim, w gminie Nowa Ruda.

## Położenie
Nagóra położona jest w Sudetach Środkowych, w Dolinie Jugowskiego Potoku, pod Przełęczą Jugowską, na wysokości około 620–630 m n.p.m.

## Podział administracyjny
W latach 1975–1998 Nagóra administracyjnie należała do województwa wałbrzyskiego.

## Historia
Nagóra została utworzona w XIX wieku, w związku z rozwojem w okolicy tkactwa chałupniczego i górnictwa. Na przełomie XIX i XX wieku była to spora osada złożona z kilkunastu gospodarstw. Do rozwoju miejscowości przyczyniła się turystyka, we wsi utworzono gospodę w stylu tyrolskim. Po roku 1945 Nagóra częściowo wyludniła się. Pod koniec lat siedemdziesiątych powyżej miejscowości, na stoku Rymarza utworzono duży wyciąg orczykowy.

## Szlaki turystyczne
Przez Nagórę prowadzi  szlak turystyczny z Ludwikowic Kłodzkich na Przełęcz Jugowską.